# Rovetjärnet
Rovetjärnet är en sjö i Eda kommun i Värmland och ingår i Göta älvs huvudavrinningsområde. Sjöns area är 0,008 kvadratkilometer och den befinner sig 165 meter över havet.